# باديس ليبيهي
باديس لبيهي (من مواليد 14 مارس 1990 في نانتير)، لاعب كرة قدم جزائري فرنسي يلعب كمدافع.

## مسيرته الرياضية
بدأ مسيرته الرياضية نادي راسينغ كولومب ثم انضم إلى مركز كليرفونتين. بعد أن قضى عامين مع مركز كليرفونتين، وقع عقدًا مع ليل في عام 2006 ولعب أول مباراة له في الدوري الفرنسي في 24 نوفمبر 2007 ضد إيه إس نانسي.
في 19 يونيو 2009، غادر لبيهي ليل ليوقع عقدًا لمدة ثلاث سنوات مع إس في زولته فاريجيم.

## المسيرة الدولية
سبق لبيهي أن مثل فرنسا على مستوى تحت 17 سنة وتحت 18 سنة. وذكرت صحيفة الخبر الجزائرية أن لبيهي سينضم إلى الفريق الجزائري تحت 20 سنة في مجموعة من المباريات الودية ضد تونس في مارس 2009.